# لوخی (نیمروز)
لوخی (به لاتین: Lukhi) یک منطقهٔ مسکونی در افغانستان است که در ولایت نیمروز واقع شده‌است. لوخی ۳٬۰۰۰ نفر جمعیت دارد و ۶۰۲ متر بالاتر از سطح دریا واقع شده‌است.